# Belső-alaszkai farkas
A belső-alaszkai farkas (Canis lupus pambasileus) a farkas (Canis lupus) Alaszka területén élő alfaja.
A tundra kivételével Alaszka nagy részén megtalálható.
Az egyik legnagyobb farkasalfaj.